# Sans queue ni tête
Sans queue ni tête es una película francesa de Jeanne Labrune, estrenada en 2010. Sus protagonistas son Isabelle Huppert y Bouli Lanners.

## Trama
Alice (Isabelle Huppert) y Xavier (Bouli Lanners) son una prostituta y un psicoanalista cuyas vidas van mal. Ella quiere cambiar de profesión, y él ha entrado en crisis tras la separación de su esposa. Sus caminos se encuentran cuando él contrata sus servicios sexuales, y ella paga los suyos como especialista en psicoanálisis, estableciendo así un vínculo entre ambas profesiones.

## Reparto
- Isabelle Huppert: Alice Bergerac
- Bouli Lanners: Xavier Demestre
- Richard Debuisne: Pierre Cassagne
- Sabila Moussadek: Juliette
- Valérie Dréville: Hélène Demestre
- Mathieu Carrière: Robert Masse